# Corduroy Utd.
Corduroy Utd. war eine schwedische Indie-Pop-Band aus Stockholm.

## Bandgeschichte
Corduroy Utd. startete 2001 zunächst als Soloprojekt von Gustav Ågren. Er nahm damals Klavierstunden bei Helena von der Indiepop-Band Edson und schrieb nebenbei Songs. Helena bat ihn etwas vorzuspielen und war sehr beeindruckt von dem, was er komponiert hatte. Die Songs gelangten bald darauf als Demo zu den Summersound Recordings, die Gustav Ågren als Corduroy Utd. unter Vertrag nahmen. Um auch live auftreten zu können, formierte Gustav Ågren eine Band, die noch im selben Jahr ihre ersten Auftritte hatte. Auf seiner Debüt-EP Behind My Back wurde er von Edson-Musikern entscheidend unterstützt: Bandleader Pelle Carlberg war Produzent, Helena leitete die orchestralen Arrangements und weitere Bandmitglieder waren als Instrumentalisten tätig. 2002 wurde die EP veröffentlicht und die Band unternahm eine Clubtour durch Schweden. Nach mehreren Änderungen in der Besetzung begannen 2003 die Arbeiten am Debütalbum. Als Single wurde zuvor Daddy's Boy ausgekoppelt und 2003 von Labrador Records herausgebracht. 2004 erschien das Debütalbum Oh Eira, das gute Kritiken erhielt. Corduroy Utd. wurde dadurch auch in Deutschland bekannt, wo die Band im selben Jahr auf Tour ging.
2005 ging die Band wieder ins Studio und machte weitere Aufnahmen, die bisher unveröffentlicht geblieben sind. Es folgten noch einige Auftritte in Schweden, bevor sich die Bandmitglieder anderen Musikprojekten zuwandten. Eine offizielle Auflösung oder Trennung hat bis jetzt nicht stattgefunden.

## Diskografie

### Alben
- 2004: Oh Eira (Labrador)

### EPs
- 2001: Behind My Back (Summersound)

### Singles
- 2003: Daddy's Boy (Labrador)